# 紀念日 (電影)
《紀念日》（英語：Anniversary）是一部2015年的香港電影。由葉念琛執導，方力申、鄧麗欣主演。本片是葉念琛紀念拍攝《獨家试爱》十週年，故事上與《愛情四部曲》的第二部的《十分愛》並無關聯，與第一部《獨家試愛》及第三部的《我的最愛》有部分關聯，主演依然沿用方力申、鄧麗欣。該電影是方力申和鄧麗欣交往十週年之作。

## 演員表
| 演員   | 角色   | 暱稱／關係                             |
| 方力申 | 黃志強 | 鍾嘉寶之夫 與阿欣有感情線 阿聰之好友   |
| 鄧麗欣 | 鍾嘉寶 | 黃志強之妻 與張先生有感情線 阿蚊之好友 |
| 邵仲衡 | 靚寶哥 | 鍾嘉寶、鍾嘉貝之父                     |
| 李麗珍 | 麗 姐  | 鍾嘉寶、鍾嘉貝之母                     |
| 石 修  | 黃國棟 | 黃志強之父                             |
| 陳秀珠 | 慧 珠  | 黃志強之母                             |
| 張繼聰 | 阿 聰  | 阿蚊之夫 黃志強之好友                  |
| 唐 寧  | 阿 蚊  | 阿聰之妻 鍾嘉寶之好友 後因腦癌末期去世 |
| 蔡 潔  | 琪 琪  | 黃志強之前外遇對象                     |
| 恭碩良 | 張先生 | 何小姐之前未婚夫 與鍾嘉寶有感情線      |
| 鍾浠文 | 何小姐 | Cherrie 張先生之前未婚妻               |
| 姜麗文 | 鍾嘉貝 | 鍾嘉寶之妹 程小傑之妻                  |
| 林盛斌 | 程小傑 | 鍾嘉貝之夫                             |
| 王梓軒 | 王志忠 | 露嘉敏之夫                             |
| 陳嘉寶 | 露嘉敏 | 王志忠之妻                             |
| 邵音音 | 蘭 姨  |                                        |
| 盛朗熙 | 阿 欣  | 蘭姨之姪女 與黃志強有感情線            |
| 莊思敏 | Jac    | 鍾嘉寶之上司                           |
| 陳慧敏 | 慧 敏  |                                        |
| 岑日珈 | Angie  |                                        |
| 衛志豪 | David  |                                        |
| 黃雪兒 | 詩 詩  |                                        |
| 黃素歡 |        | 黃志強之三嬸                           |

## 電影歌曲
- 『同屋主』（主題曲）

作詞：黃偉文　作曲／編曲／歌曲監製：雷頌德　主唱：鄧麗欣、方力申
- 『分手的情書』（插曲）

作詞：周耀輝　作曲：黃智傑　編曲：Johnny Yim　歌曲監製：Gary Chan　主唱：鄧麗欣
- 『你死我活』（片尾曲）

作詞：火火　作曲：Park Geun Tae　編曲／歌曲監製：藝琛　主唱：J.Arie

## 相關電影
- 《獨家試愛》 （2006）
- 《十分愛》（2007）
- 《我的最愛》 （2008）

## 外部連結
- 《紀念日》在HKMovie6的電影頁面（繁體中文）
- 《紀念日 （页面存档备份，存于）》在香港雅虎的電影頁面（繁體中文）
- 開眼電影網上《分手再說我愛你》的資料（繁體中文）
- 香港影庫上《紀念日》的資料（繁體中文）
- 豆瓣电影上《紀念日》的資料 （简体中文）
- 时光网上《纪念日》的資料（简体中文）
- 互联网电影数据库（IMDb）上《纪念日》的资料（英文）